# Norman Robert Foster
|  | Aquest article tracta sobre l'arquitecte britànic. Vegeu-ne altres significats a «Norman Foster». |

Norman Robert, Baró Foster of Thames Bank, OM, Kt. (Manchester, Regne Unit 1 de juny de 1935) és un arquitecte britànic, un dels arquitectes contemporanis amb major renom i reconeixement internacional.

## Biografia

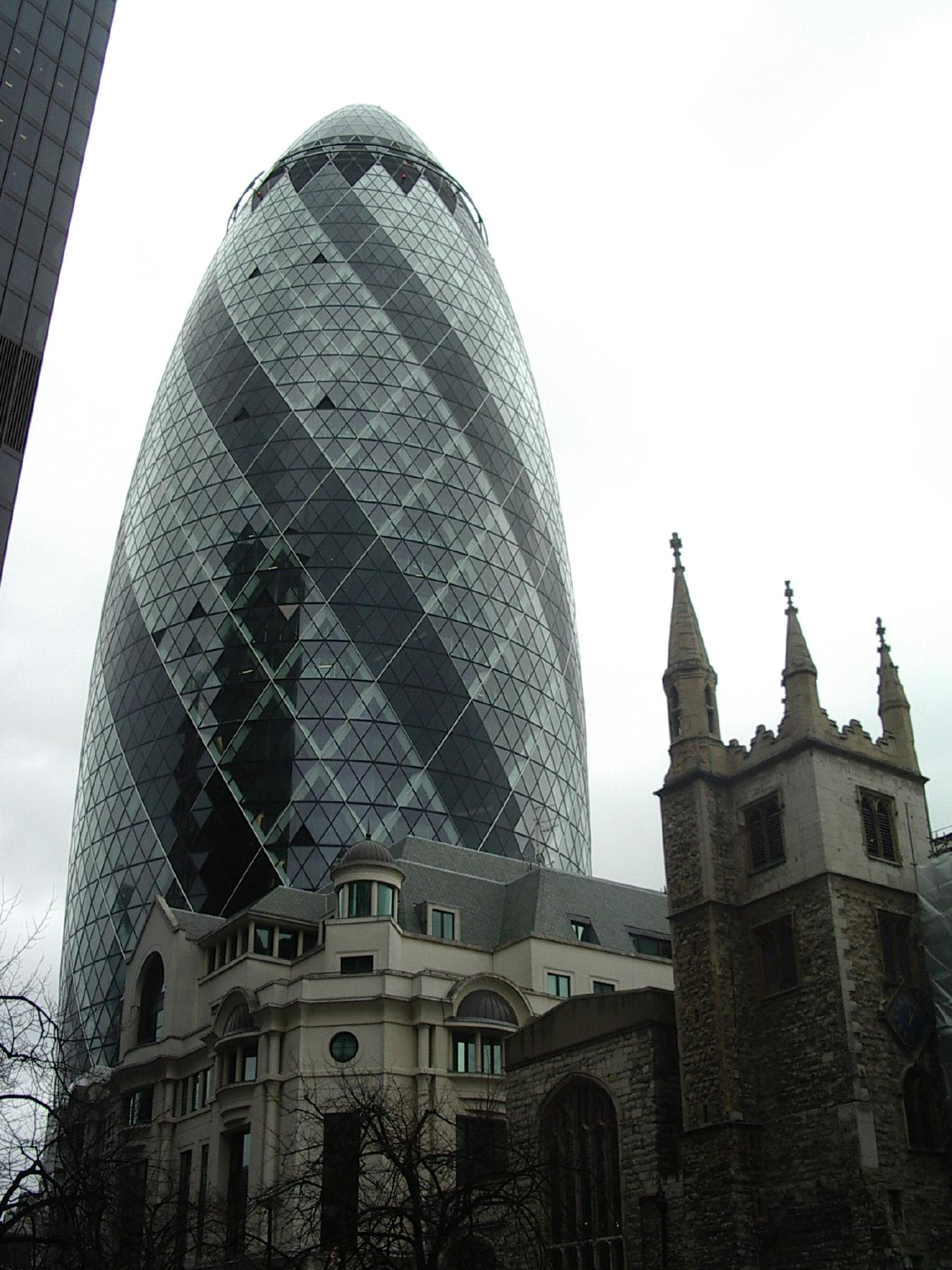
Torre Swiss Re, Londres

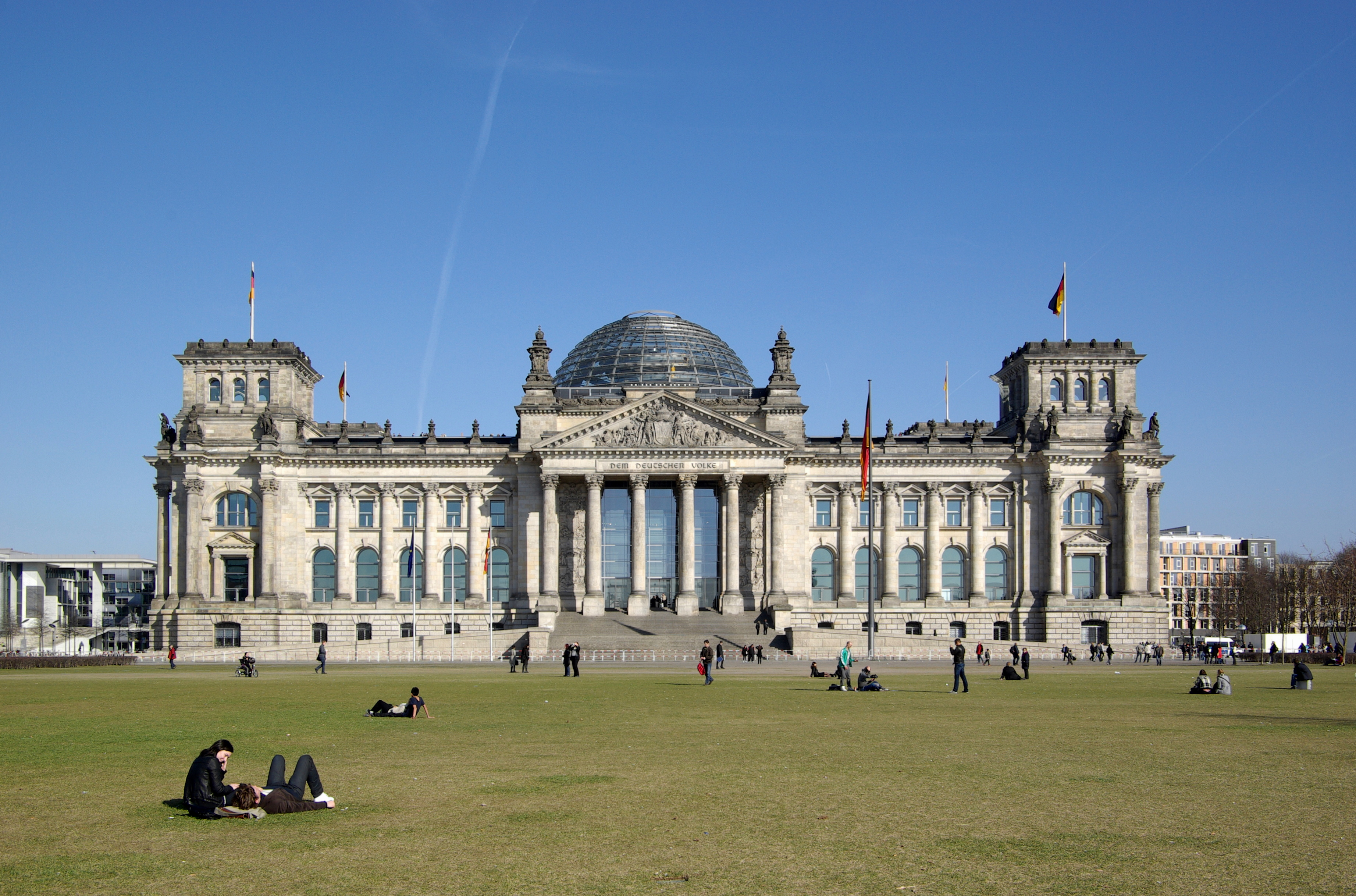
El Reichstag a Berlín després de la seva restauració per Norman Foster el 1999.

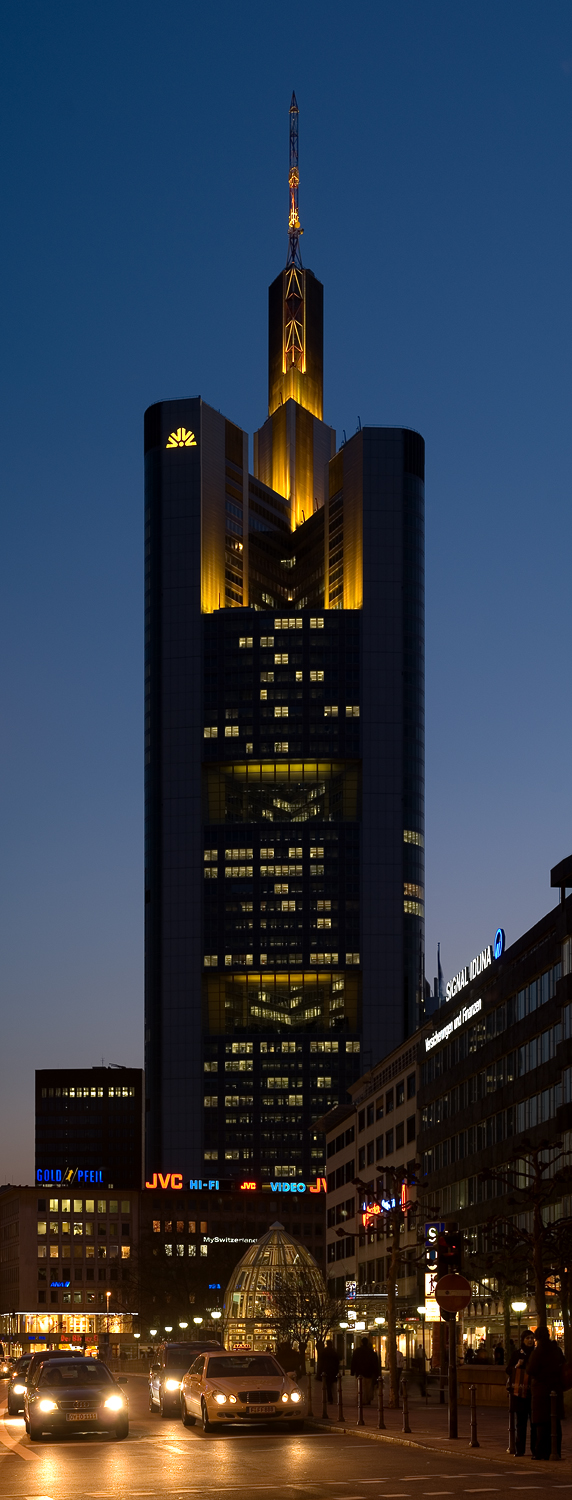
Torre del Commerzbank

Va estudiar arquitectura en la Universitat de Manchester i va obtenir després una beca per a prosseguir els seus estudis a la Universitat Yale (Estats Units d'Amèrica).
De retorn a Anglaterra, Foster va treballar durant un temps amb l'arquitecte Richard Buckminster Fuller i va fundar el 1965 l'estudi d'arquitectes Team 4, juntament amb la seva primera dona Wendy, Richard Rogers i l'esposa d'aquest, Sue. Dos anys més tard el nom de l'estudi va ser canviat i va quedar en Foster And Partners. Els projectes inicials de Foster es caracteritzen per un estil "high-tech" molt pronunciat, influït també pels criteris del seu soci Rogers. Més endavant les línies dels seus edificis se suavitzen i desapareix en bona parteix aquest caràcter tècnic dut a l'extrem. En tot cas, els projectes de Foster i els seus socis duen un marcat segell industrial, en el sentit que empren en els edificis elements que es repeteixen multitud de vegades, pel que són fabricats en llocs allunyats de l'obra.
El 2007 Foster dissenyà el seu primer celler, Portia, per al grup vinícola espanyol Faustino en la localitat burgalesa de Gumiel de Izán. També és l'encarregat de la futura remodelació de l'estadi del Futbol Club Barcelona.
Actualment, l'estudi de Foster i els seus associats té oficines a Londres, Berlín i Singapur, amb una plantilla de 500 persones.
El 1996 Lord Foster, després d'haver enviudat, es va casar amb la psicòloga, sexòloga i editora espanyola Elena Ochoa.

## Premis i reconeixements
Foster va ser armat cavaller (Sir) el 1990 i se li va conferir l'Orde del Mèrit el 1997. El 1999, la reina Isabel II el va ennoblir amb el títol vitalici de Baró Foster de Thames Bank.
També ha rebut diversos premis importants d'arquitectura, com la medalla d'or de l'institut americà d'arquitectura i, en 1999, el prestigiós premi Pritzker.
El maig de 2009 fou guardonat amb el Premi Príncep d'Astúries de les Arts.

## Obres representatives
- Remodelació de l'edifici del Reichstag, Berlín.[3]
- Torre del Commerzbank, Frankfurt del Main.
- Pavelló esportiu de Höchst, (Frankfurt del Main).
- Biblioteca de la Universitat Lliure de Berlín, Berlin.(1997-2005).[4]
- Ampliació de l'Aeroport Internacional de Pequín.(2003-2008).[5]
- Seu principal de la Hong Kong and Shanghai Banking Co, Hong Kong.
- Aeroport Internacional de Hong Kong.
- Àrea d'Oci i Cultura de la Ciutat del Motor d'Aragó, Alcanyís, Terol.
- Celler Portia, Gumiel de Izán, Burgos.
- Torre de Collserola, Serra de Collserola, Barcelona.
- Metro de Bilbao, Bilbao.
- Pont de les Arts, València.
- Palau de Congressos de València.
- Torre Caja Madrid, Madrid.
- Carré d'Art, Nimes, França (1984-1993).[6]
- Viaducte de Millau, Millau, França. (2004)[7]
- Centre de les Arts Visuals Sainsbury, Universitat d'East Anglia, Norwich.
- Central de distribució de Renault, Swindon
- Aeroport de Stansted.
- Cobriment del pati interior del Museu Britànic, Londres.(1994-2000).[8]
- Pont del Mil·lenni (Millennium Bridge), Londres.
- Nou Wembley Stadium, Londres.
- 30 St. Mary Axe(antiga seu principal de la Swiss Re) (coneguda popularment com a The Gherkin - El Cogombre), Londres.(1997-2004)
- Ajuntament de l'àrea metropolitana, Londres.
- Hearst Tower, Nova York (2006)[9]